# Lullaby and… The Ceaseless Roar
Albums de Robert Plant
Band of Joy
(2010) Carry Fire
(2017)
Lullaby and… The Ceaseless Roar est le dixième album de Robert Plant, paru le 8 septembre 2014.
Pour cet enregistrement, Robert Plant est accompagné de son groupe, The Sensational Space Shifters.
L'album se classe 2e au UK Albums Chart, 4e au Top Rock Albums, 10e au Billboard 200 et 15e au Top Digital Albums.

## Titres
| No  | Titre                                        | Auteur | Durée |
| --- | -------------------------------------------- | --- | ----- |
| 1.  | Little Maggie                                | Traditionnel, arrangements par Robert Plant, Justin Adams, John Baggott, Billy Fuller, Dave Smith, et Liam « Skin » Tyson | 5:06  |
| 2.  | Rainbow                                      | Plant, Adams, Baggott, Fuller, Tyson                                                                                      | 4:18  |
| 3.  | Pocketful of Golden                          | Plant, Adams, Baggott, Juldeh Camara, Fuller, Smith, Tyson                                                                | 4:12  |
| 4.  | Embrace Another Fall                         | Plant, Adams, Baggott, Camara, Fuller, Smith, Tyson                                                                       | 5:52  |
| 5.  | Turn It Up                                   | Plant, Adams, Baggott, Fuller, Smith, Tyson                                                                               | 4:06  |
| 6.  | A Stolen Kiss                                | Plant, Adams, Baggott, Fuller, Tyson                                                                                      | 5:15  |
| 7.  | Somebody There                               | Plant, Adams, Baggott, Fuller, Smith, Tyson                                                                               | 4:32  |
| 8.  | Poor Howard                                  | Plant, Adams, Baggott, Camara, Fuller, Smith, Tyson                                                                       | 4:13  |
| 9.  | House of Love                                | Plant, Adams, Baggott, Fuller, Smith, Tyson                                                                               | 5:07  |
| 10. | Up on the Hollow Hill (Understanding Arthur) | Plant, Adams, Baggott, Fuller, Tyson                                                                                      | 4:35  |
| 11. | Arbaden (Maggie's Babby)                     | Plant, Adams, Baggott, Camara, Fuller, Smith, Tyson                                                                       | 2:44  |

## Musiciens
- Robert Plant : chant
- Julie Murphy : chœurs (piste 4)
- Nicola Powell : chœurs (piste 8)

### The Sensational Space Shifters
- Justin Adams : bendirs, djembé, guitares, tehardant, chœurs
- Liam « Skin » Tyson : banjo, guitare, chœurs
- John Baggott : claviers, boucles, Taurus, piano, chœurs
- Juldeh Camara : kologo, ritti, chœurs peuls
- Billy Fuller : basse, batterie, omnichord, contrebasse
- Dave Smith : batterie